# Camel (album)
Camel è il primo album del gruppo musicale inglese dei Camel, pubblicato dalla MCA Records nel febbraio del 1973. Il disco fu registrato al Morgan Studios di Willesden, Londra, Inghilterra.

## Tracce
Lato A
1. Slow Yourself Down – 4:47 (Andy Latimer, Andy Ward)
2. Mystic Queen – 5:40 (Peter Bardens)
3. Six Ate – 6:06 (Andy Latimer)
4. Separation – 3:57 (Andy Latimer)

Lato B
1. Never Let Go – 6:26 (Andy Latimer)
2. Curiosity – 5:55 (Peter Bardens)
3. Arubaluba – 6:29 (Peter Bardens)

Edizione CD del 2002, pubblicato dalla MCA Records
1. Slow Youself Down – 4:46 (Andy Latimer, Andy Ward)
2. Mystic Queen – 5:36 (Peter Bardens)
3. Six Ate – 6:01 (Andy Latimer)
4. Separation – 3:54 (Andy Latimer)
5. Never Let Go – 6:21 (Andy Latimer)
6. Curiosity – 5:51 (Peter Bardens)
7. Arubaluba – 6:24 (Peter Bardens)
8. Never Let Go – 3:36 (Andy Latimer) – Bonus Track - versione singolo Lato A di MUS 1177
9. Homage to the God of Light – 19:01 (Peter Bardens) – Bonus Track - Live

- Brano nr. 9 registrato dal vivo il 29 ottobre 1974 al Marquee Club di Londra, Inghilterra[4]

## Musicisti
- Andy Latimer - chitarra
- Andy Latimer - voce solista (brani: A1 e A4)
- Peter Bardens - organo, mellotron, pianoforte, sintetizzatore (Vcs3)
- Peter Bardens - voce solista (brano: B1 e CD #8)
- Doug Ferguson - basso
- Doug Ferguson - voce solista (brani: A2 e B2)
- Andy Ward - batteria, percussioni

Musicista aggiunto
- Eddie - congas (brano: A1)[1]